# Cosmoderus erinaceus
Cosmoderus erinaceus är en insektsart som först beskrevs av Leon Fairmaire 1858.  Cosmoderus erinaceus ingår i släktet Cosmoderus och familjen vårtbitare. Inga underarter finns listade i Catalogue of Life.